# 김성제 (1960년)
김성제(金成濟, 1960년 3월 10일~)은 대한민국의 공무원 출신 대학 교수 겸 정치인이다. 제8·9·11대 의왕시장(민선 5·6·8기)이다. 본관은 광산이며, 전라남도 보성군 출생이다.
제8·9대 경기도 의왕시장을 지냈으나 제7회 전국동시지방선거에서 더불어민주당 후보로 공천되지 못하였다. 이에 당에서 탈당하고 무소속으로 출마했으나 낙선하였다. 2020년 총선에서는 민생당 후보로 경기 의왕시·과천시 국회의원에 출마했지만 낙선하였다.
2022년 6월 제8회 전국동시지방선거에 국민의힘 후보로 의왕시장에 출마했다. 선거 결과 44,375표, 55.69%의 득표율로 당선되었다.

## 학력
- 광주서석국민학교 졸업
- 숭의중학교 졸업
- 광주동신고등학교 졸업
- 경희대학교 경제학 학사
- 서울대학교 행정대학원 행정학 석사
- 서울대학교 대학원 행정학 박사

## 경력
- 제36회 행정고시 합격(1992년)
- 행정고시 외무고시 기술고시 통합동기회 회장
- 서울 영등포구청 교통지도과 과장
- 수원대학교 강사
- 수원대학교 대학원 강사
- 숭실대학교 강사
- 국립해양조사원 총무과 과장
- 보건복지부 저출산고령사회대책 추진단 파견
- 건설교통부 지역발전정책팀 서기관
- 국토해양부 공공기관지방이전추진단 지원정책과 과장
- 국토해양부 서기관
- 2008년 12월 18일 행정 공직 사퇴.
- 2009년 4월 30일 민주당 첫 입당.
- 2010.07~2018.06: 제8·9대 민선 5·6기 경기도 의왕시장
- 2020.03~2021: 민생당
- 2021.12~: 국민의힘 입당
- 2022.07~: 제11대 민선 8기 경기도 의왕시장

## 역대 선거 결과
|  | 47.76% |

|  | 58.38% |

|  | 33.86% |

|  | 15.28% |

|  | 55.69% |

## 소속 정당
| 소속 정당 | 소속 정당      | 소속 기간 | 비고      |
| --------- | -------------- | --------- | --------- |
|           | 민주당         | 2010~2011 | 정계 입문 |
|           | 민주통합당     | 2011~2013 | 합당      |
|           | 민주당         | 2013~2014 | 당명 변경 |
|           | 새정치민주연합 | 2014~2015 | 합당      |
|           | 더불어민주당   | 2015~2018 | 당명 변경 |
|           | 무소속         | 2018~2020 | 탈당      |
|           | 민생당         | 2020~2021 | 입당      |
|           | 무소속         | 2021      | 탈당      |
|           | 국민의힘       | 2021~현재 | 입당      |